# Supercoppa d'Irlanda 2017
La Supercoppa d'Irlanda 2017 è stata la quarta edizione del trofeo. La partita si è disputata il 17 febbraio 2017 allo stadio Turners Cross di Cork tra il Dundalk, squadra campione della Premier Division 2016, e il Cork City, vincitore della FAI Cup 2016. La supercoppa è stata conquistata dal Cork City, che ha vinto la partita per 3-0.

## Tabellino
| Arbitro: | Buttimer |

|  |           |                                         |
|  | Marcatori | 15’ Maguire 68’ O'Connor 90+5’ Sheppard |